# Stefano Taleazzi
Stefano Taleazzi (anche Tegliacci e simili, in latino Stephanus Thegliatius; Venezia, 1445 circa – Venezia, estate 1515) è stato un arcivescovo cattolico, oratore e teologo italiano.

## Biografia
Della sua giovinezza non si hanno informazioni. Probabilmente lasciò Venezia per stabilirsi a Roma al seguito del cardinale Pietro Barbo o quando questi fu eletto papa con il nome di Paolo II. Visse nell'Urbe anche durante i pontificati di Sisto IV e di Innocenzo VIII.
La prima notizia sicura sul suo conto è del 26 novembre 1473, quando Sisto IV lo nominò arcivescovo di Antivari (allora dominio veneziano). Qualche tempo dopo, in data imprecisata, ebbe anche il titolo di arcivescovo di Patrasso (sede in partibus infidelium). Il 5 settembre 1485 Innocenzo VIII lo creò vescovo di Torcello.
Nonostante si recasse frequentemente a Torcello e a Venezia, dal 1480 fu stabilmente in Curia in qualità di oratore pontificio. Anni dopo si vantò di aver pronunciato quarantasei sermoni alla presenza di diversi papi, ma non fu sempre apprezzato: se infatti il Sermo contra Turcorum persecutionem del 27 dicembre 1480 fu dato per due volte alle stampe, probabilmente favorito dallo shock per il recente sacco di Otranto, opposta fortuna ebbero il discorso pronunciato il 1º gennaio 1482 e quello per la Pentecoste del 1487 (sebbene anche quest'ultimo fosse stato pubblicato).
Dal 1486 e per tutto il pontificato di Alessandro VI fu cappellano papale. Negli stessi anni ebbe alcuni incarichi diplomatici a Venezia per conto del papa, riguardantiil recupero di beni ecclesiastici trafugati, la riscossione di rendite o la conclusione di un accordo con la Serenissima per arginare le mire dei Borgia sull'Adriatico.
Sotto Giulio II continuò a vivere a Roma, in una casa del rione Pigna dove teneva una piccola collezione di antiche iscrizioni. All'inizio del 1509, poco prima che il pontefice aderisse alla Lega di Cambrai, ebbe il permesso di tornare in patria.
Non è chiaro quali fossero le sue posizioni durante la guerra che ne seguì. Il 12 ottobre 1509 fu scomunicato per poco tempo per non aver pagato 300 ducati a tale Valerio Dolce, disubbidendo così alle disposizioni del papa. Il 18 febbraio 1510, poco prima che fosse tolto l'interdetto contro Venezia, aveva dedicato l'edizione della Brevis et perutilis expositio in Cantica canticorum  al doge Leonardo Loredan; si tratta di un commento al Cantico dei cantici che ricalca quanto già esposto da san Bruno di Segni.
Tornato a Roma, Giulio II lo volle come assistente in vista del Concilio Lateranense V, aperto nel maggio del 1512. Nell'autunno dell'anno successivo, dopo la svolta data ai lavori da Leone X, il cardinale Lorenzo Pucci gli commissionò un trattato sulla riforma della Chiesa.
Nello stesso periodo dedicò al papa tre trattati per sostenere la guerra contro i turchi.
Il 4 maggio 1515 pronunciò un altro sermone contro i turchi per aprire la decima sessione del Concilio, ma anche in questo caso ebbe poco successo.
Tornato poco dopo a Venezia, morì nell'estate dello stesso anno.
Oltre alle opere già citate, scrisse anche un trattato sull'ipocrisia e dieci libri intitolati De praestantia christianae fidei ac praeeminentia apostolicae sedis, ma non ci sono pervenuti.

## Successione apostolica
La successione apostolica è:
- Arcivescovo Nicola di Gaeta (1479)
- Vescovo Leonardo Wisbach, O.P. (1480)
- Arcivescovo Jan Strzelecki (1481)
- Vescovo Donato de Giorgi, O.P. (1482)
- Vescovo Thaddeus McCarthy (1482)
- Vescovo William O'Ferral, O.Cist. (1482)
- Vescovo Erasmus Perchinger, O.F.M. (1482)
- Vescovo Johann Spender, O.F.M. (1482)
- Vescovo Johannes von Eindhoven, C.R.S.A. (1483)
- Vescovo Francesco Vitale da Noja, O.F.M. (1485)
- Patriarca Lodovico Alvise Contarini, C.R.S.G.A. (1508)